# Standard (Alberta)
Standard es un pueblo canadiense situado en la provincia de Alberta.

## Superficie
Standard tiene una superficie de 2,34 km².

## Demografía
En 2021, tenía 353 habitantes, una densidad poblacional de 150,9 hab./km², y 160 viviendas.